# Arcidiecéze Arequipa
Arcidiecéze Arequipa je římskokatolická arcidiecéze nacházející se v Peru.

## Území
Zahrnuje území provincie Arequipa, Caylloma a Islay regionu Arequipa.
Biskupským sídlem je město Arequipa, kde se nachází hlavní chrám, katedrála svaté Marie.

### Církevní provincie
Církevní provincie zahrnuje 6 sufragán:
- diecéze Puno
- diecéze Tacna y Moquegua
- územní prelatura Ayaviri
- územní prelatura Chuquibamba
- územní prelatura Juli
- územní prelatura Santiago Apóstol de Huancané

## Historie
Diecéze byla zřízena 16. dubna 1557 bulou Apostolatus officium papeže Řehoře XIII. z části území arcidiecéze Cuzco. Odpor biskupa  Sebastiána Lartaúna z Cuzca však zabránil faktickému zřízení diecéze.
Dne 20. července 1609 byla diecéze bulou In supereminenti sedis papeže Pavla V. podruhé zřízena a stala se sufragánou limské arcidiecéze.
Roku 1880 byl z části území zřízen apoštolský vikariát Tarapacá (dnes diecéze Iquique).
Dne 20. prosince 1929 byla část území včleněna do diecéze Iquique.
Dne 23. května 1943 byla diecéze bulou Inter praecipuas papeže Pia XII. povýšena na metropolitní arcidiecézi.
Dne 18. prosince 1944 byla část území použita ke zřízení diecéze Tacna a dne 21. listopadu 1957 ke zřízení územní prelatury Caravelí.

## Související stránky
- Seznam biskupů a arcibiskupů Arequipy